# Desafío 2006: La guerra de los estratos
Desafío 20-06: La Guerra de los Estratos fue la tercera temporada del Desafío. Esta versión continuó con el mismo formato de juego y eliminación de las dos temporadas anteriores, pero con los equipos conformados de acuerdo al estrato social del que provenían sus integrantes. El Ganador fue Alfredo Varela, el Segundo lugar fue para Diego Agudelo y el Tercero fue para Mayerly Vásquez.

## Equipos
| Privilegiados            | Rebuscadores                | Llevados                   |
| ------------------------ | --------------------------- | -------------------------- |
| Carolina Ángel           | Angélica Aristizábal ¨Kika¨ | Diana Maya                 |
| Gloria García ¨Goyis¨    | Mayerlly Vásquez            | Tatiana Rueda              |
| Katheryn Salazar "Kathy" | Eileen Moreno               | Levia Peralta              |
| Alfredo Varela           | Gabriel Fernando Marín      | Juan Carlos Camero         |
| Juan Guillermo Zea       | Diego Agudelo               | Jorge Eliécer Pinto "Pupo" |
| Juan Miguel Camacho      | Jorge Alberto Peláez        | Manuel Horacio Velasco     |

## Resultados

### Desafíos Territoriales
| Prueba | Playa Alta     | Playa Media   | Playa Baja    |
| ------ | -------------- | ------------- | ------------- |
| Inicio | Privilegiados  | Rebuscadores  | Llevados      |
| 1      | Llevados       | Rebuscadores  | Privilegiados |
| 2      | Rebuscadores   | Llevados      | Privilegiados |
| 3      | Rebuscadores   | Llevados      | Privilegiados |
| 4      | Llevados       | Privilegiados | Rebuscadores  |
| 5      | Rebuscadores   | Llevados      | Privilegiados |
| 6      | Privilegiados* | Rebuscadores  | Llevados      |
| 7      | Llevados       |               | Rebuscadores  |
| 8      | Rebuscadores   |               | Llevados      |
| 9      | Rebuscadores   |               | Llevados      |
| 10     | Llevados       |               | Rebuscadores  |

* Última prueba del equipo Privilegiados antes de desaparecer.

### Tabla de Eliminación
| Participante | Etapa 1   | Etapa 1   | Etapa 1   | Etapa 1   | Etapa 1   | Etapa 1   | Etapa 2   | Etapa 2   | Etapa 2   | Etapa 2   | Fusión    | Fusión    | Fusión    | Fusión    | Fusión    | Fusión    | Fusión     | Fusión |
| Participante | 1         | 2         | 3         | 4         | 5         | 6         | 7         | 8         | 9         | 10        | 11        | 12        | 13        | 14        | 15        | 16        | Gran Final |        |
| ------------ | --------- | --------- | --------- | --------- | --------- | --------- | --------- | --------- | --------- | --------- | --------- | --------- | --------- | --------- | --------- | --------- | ---------- | ------ |
| Alfredo      | Continúa  | Juez      | Inmune    | Juez      | Riesgo    | Continúa  | Inmune    | Inmune    | Juez      | Juez      | Continúa  | Juez      | Juez      | Juez      | Gana      | Finalista | 1°         |        |
| Diego        | Inmune    | Inmune    | Juez      | Continúa  | Inmune    | Inmune    | Juez      | Juez      | Continúa  | Inmune    | Juez      | Continúa  | Inmune    | Riesgo    | Riesgo    | Finalista | 2°         |        |
| Mayerlly     | Inmune    | Inmune    | Juez      | Continúa  | Inmune    | Inmune    | Juez      | Juez      | Continúa  | Salvación | Riesgo    | Continúa  | Riesgo    | Inmune    | Gana      | 3ª        |            |        |
| Carolina     | Continúa  | Juez      | Inmune    | Juez      | Continúa  | Continúa  | Juez      | Juez      | Salvación | Riesgo    | Riesgo    | Continúa  | Salvación | Salvación | Eliminado |           |            |        |
| Tatiana      | Juez      | Continúa  | Continúa  | Inmune    | Juez      | Juez      | Riesgo    | Salvación | Juez      | Juez      | Inmune    | Inmune    | Continúa  | Eliminado |           |           |            |        |
| Diana        | Juez      | Salvación | Riesgo    | Inmune    | Juez      | Juez      | Salvación | Continúa  | Juez      | Juez      | Continúa  | Salvación | Eliminado |           |           |           |            |        |
| Jorge A.     | Inmune    | Inmune    | Juez      | Continúa  | Inmune    | Inmune    | Juez      | Juez      | Inmune    | Continúa  | Salvación | Eliminado |           |           |           |           |            |        |
| Pupo         | Juez      | Continúa  | Continúa  | Inmune    | Juez      | Juez      | Inmune    | Continúa  | Juez      | Juez      | Eliminado |           |           |           |           |           |            |        |
| Gabriel      | Inmune    | Inmune    | Juez      | Continúa  | Inmune    | Inmune    | Juez      | Juez      | Riesgo    | Eliminado |           |           |           |           |           |           |            |        |
| Eileen       | Inmune    | Inmune    | Juez      | Salvación | Inmune    | Inmune    | Juez      | Juez      | Eliminado |           |           |           |           |           |           |           |            |        |
| Manuel       | Juez      | Continúa  | Salvación | Inmune    | Juez      | Juez      | Continúa  | Eliminado |           |           |           |           |           |           |           |           |            |        |
| Juan G.      | Salvación | Juez      | Inmune    | Juez      | Salvación | Salvación | Eliminado |           |           |           |           |           |           |           |           |           |            |        |
| Juan M.      | Continúa  | Juez      | Inmune    | Juez      | Continúa  | Eliminado |           |           |           |           |           |           |           |           |           |           |            |        |
| Goyis        | Riesgo    | Juez      | Inmune    | Juez      | Eliminado |           |           |           |           |           |           |           |           |           |           |           |            |        |
| Kika         | Inmune    | Inmune    | Juez      | Eliminado |           |           |           |           |           |           |           |           |           |           |           |           |            |        |
| Levia        | Juez      | Riesgo    | Eliminado |           |           |           |           |           |           |           |           |           |           |           |           |           |            |        |
| Camero       | Juez      | Eliminado |           |           |           |           |           |           |           |           |           |           |           |           |           |           |            |        |
| Kathy        | Eliminado |           |           |           |           |           |           |           |           |           |           |           |           |           |           |           |            |        |

     El participante gana el desafío de salvación.
     El participante gana el desafío final, recibiendo inmunidad en el siguiente juicio.
     El participante va a juicio sin inmunidad y no recibe votos.
     El participante gana desafío de capitanes, recibiendo inmunidad en el siguiente juicio.
     El participante recibe votos en el juicio pero no es eliminado.
     El participante empata en votos con el eliminado, siendo rescatado por el salvado.
     El participante no recibe votos de eliminación en el juicio pero recibe el voto de salvación de los jueces.
     El participante recibe votos de eliminación en el juicio y recibe el voto de salvación de los jueces sin que esto altere el resultado de la votación.
     El participante recibe la mayoría de votos de eliminación en el juicio y recibe el voto de salvación de los jueces, implicando la eliminación del siguiente participante con mayor votación.
     El participante es eliminado de la competencia.